# Liberalna Partia Kanady

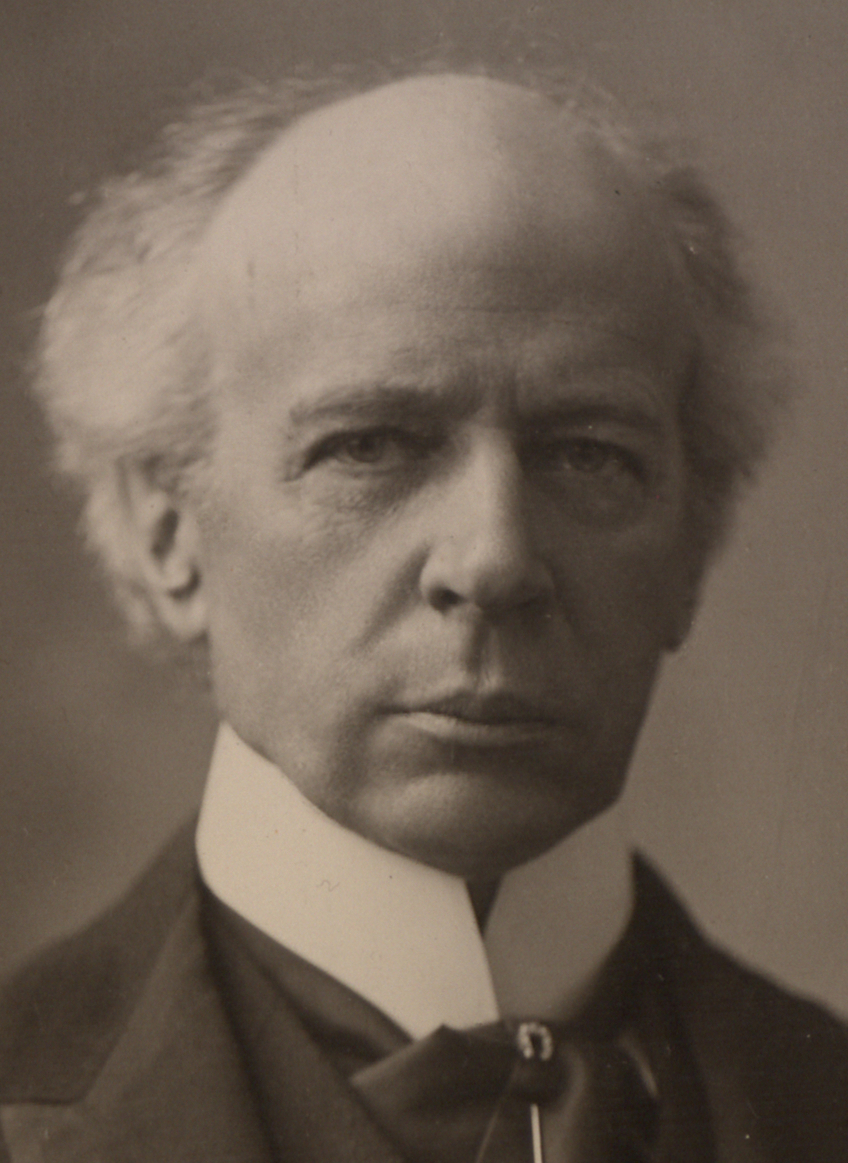
Sir Wilfrid Laurier

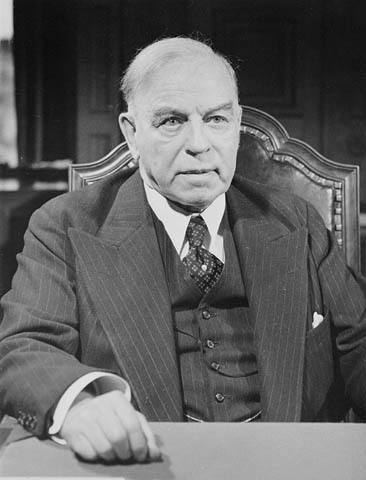
Mackenzie King

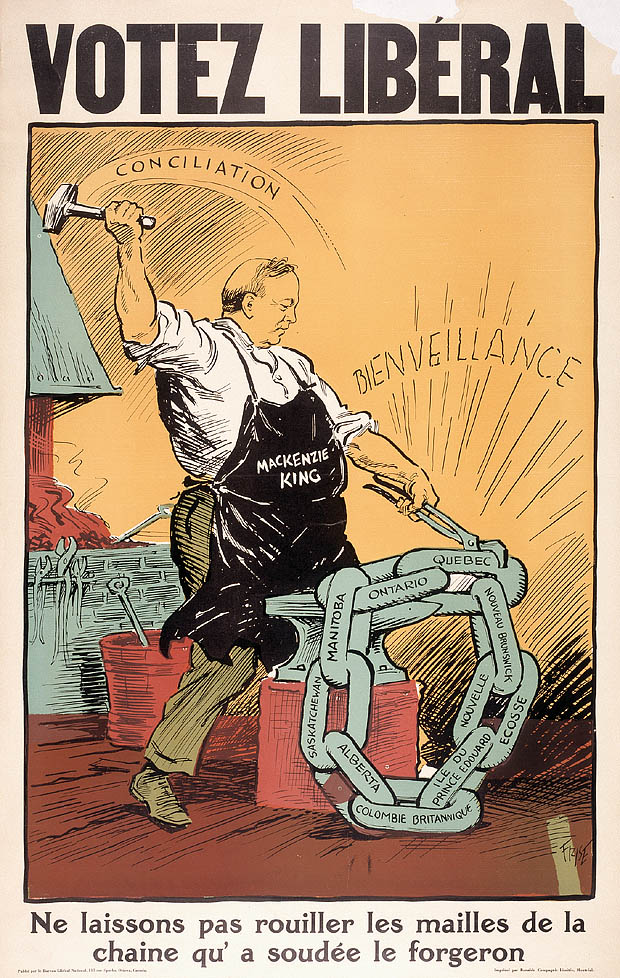
Plakat wyborczy Mackenziego Kinga z 1930 r.

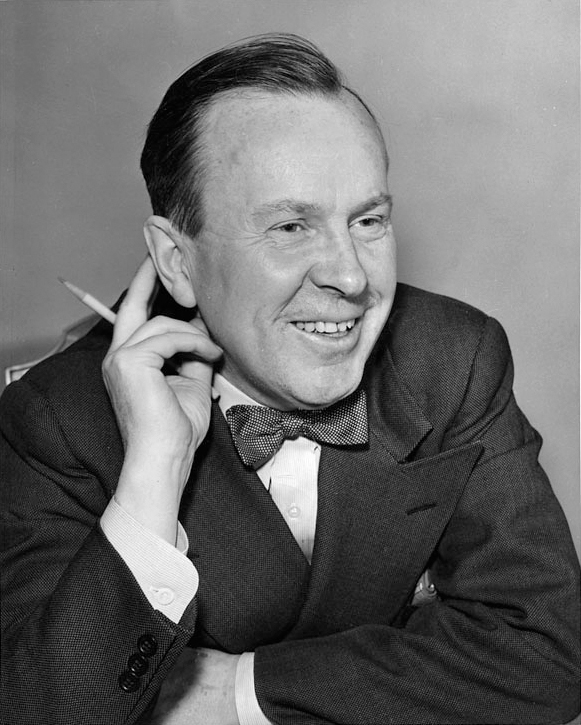
Lester Pearson

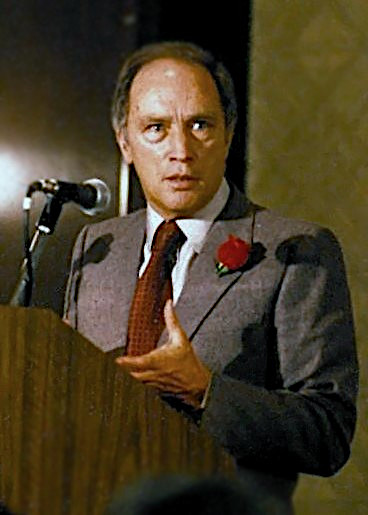
Pierre Trudeau

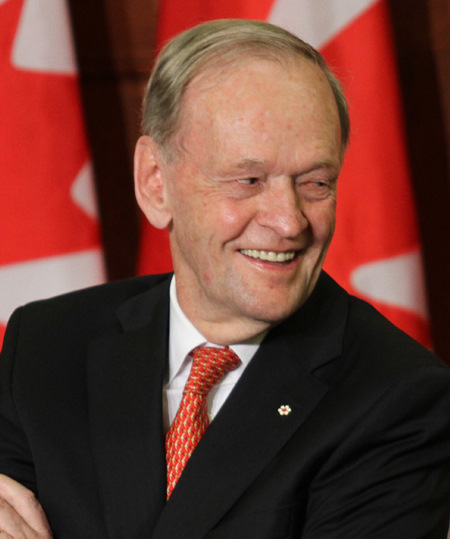
Jean Chrétien

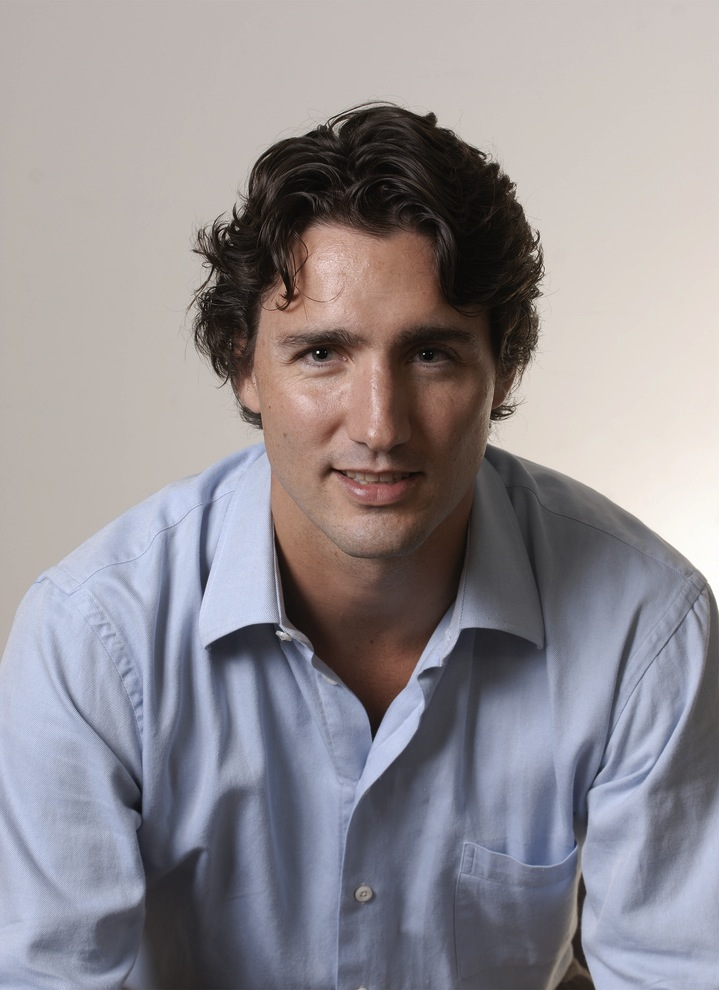
Justin Trudeau

Liberalna Partia Kanady (ang. Liberal Party of Canada, fr. Parti libéral du Canada) – partia polityczna działająca w Kanadzie.
Program partii zmieniał się przez lata w zależności od epoki i oscylował pomiędzy popieraniem swobód gospodarczych (np. kadencja Jeana Chrétiena) a tworzeniem socjalnego państwa opiekuńczego (kadencja Pierre’a Trudeau). Pewne założenia ideologiczne pozostają jednak niezmienne przez niemal 150 lat historii partii.
Jak to określa oficjalny dokument:

The Liberal Party of Canada is committed to the view that the dignity of each individual man and woman is the cardinal principle of democratic society and the primary purpose of all political organization and activity in such a society.
„Godność człowieka, bez względu na pochodzenie, rasę, religię, przekonania społeczne i polityczne oraz umacnianie demokracji, a przy tym jedności narodowej – są najważniejszymi wyróżnikami filozofii Partii Liberalnej.”
W gospodarce Partia Liberalna zawsze opowiadała się za zniesieniem barier ekonomicznych, liberalizacją handlu międzynarodowego, minimalizacją regulacji oraz wolnością gospodarowania. Historycznie Partia Liberalna wiązana jest z katolicyzmem, aczkolwiek współcześnie nie ma to zasadniczego znaczenia.
Sumaryczny okres rządów Partii Liberalnej w ciągu 136 lat od Konfederacji do 2004 wynosi 81 lat (plus cztery lata w koalicji). Partia Liberalna kształtowała obraz Kanady w czasie najistotniejszych momentów w jej historii. Za czasów jej rządów (lub współrządców) Kanada wzięła udział w dwóch wojnach światowych, uzyskała pełną suwerenność i stała się potęgą gospodarczą. W czasie rządów liberałów uchwalono najistotniejsze dla Kanady prawa – Konstytucję, Kartę Praw; powstały i zostały urzeczywistnione koncepcje państwa przyjaznego (lecz nie opiekuńczego) oraz społeczeństwa wielokulturowego.
Liberalna Partia Kanady jest instytucją działającą na poziomie federalnym. W każdej prowincji działają prowincjonalne partie liberalne. Są one niezależnymi partiami, posiadającymi specyficzne programy, często jednak koordynujące wzajemnie swe działania.
Liderzy Partii Liberalnej:
- Alexander Mackenzie (1872-1880)
- Edward Blake(inne języki) (1880-1887)
- Wilfrid Laurier (1887-1919)
- Mackenzie King (1919-1948)
- Louis St. Laurent (1948-1958)
- Lester Pearson (1958-1968)
- Pierre Trudeau (1968-1984)
- John Turner (1984-1990)
- Jean Chrétien (1990-2003)
- Paul Martin (2003-2006)
- Stéphane Dion (2006-2008)
- Michael Ignatieff (2008-2011)
- Bob Rae (2011-2013)
- Justin Trudeau (2013-2025)
- Mark Carney (od 2025)

## Poparcie
| Wybory | Poparcie | Zmiana punktów procentowych | Mandaty (Izba Gmin) | Zmiana |
| ------ | -------- | --------------------------- | ------------------- | ------ |
| 1984   | 28%      | –                           | 40                  | –      |
| 1988   | 31,91%   | 3,91                        | 83                  | 43     |
| 1993   | 41,23%   | 9,32                        | 177                 | 94     |
| 1997   | 38,37%   | 2,86                        | 155                 | 22     |
| 2000   | 40,82%   | 2,45                        | 173                 | 18     |
| 2004   | 36,73%   | 4,09                        | 135                 | 38     |
| 2006   | 30,23%   | 6,5                         | 103                 | 32     |
| 2008   | 26,2%    | 4,03                        | 76                  | 27     |
| 2011   | 18,91%   | 7,29                        | 34                  | 42     |
| 2015   | 39,47%   | 20,56                       | 184                 | 148    |
| 2019   | 33,12%   | 6,35                        | 157                 | 27     |
| 2021   | 32,62%   | 0,5                         | 160                 | 3      |
| 2025   | 43,7%    | 11,08                       | 170                 | 10     |